# Semiothisa aestimata
Semiothisa aestimata là một loài bướm đêm trong họ Geometridae.